# Chihiro Shimotani
Chihiro Shimotani (jap. 下谷 千尋, Shimotani Chihiro; * 1934 in Sakurai, Präfektur Nara) ist ein japanischer Maler und Bildhauer.

## Leben und Werk
Chihiro Shimotani wurde 1934 in Japan geboren und erhielt 1961 den Abschluss an der Städtischen Kunsthochschule Kyoto. 1988 verbrachte Shimotani als Gastprofessor an der Akademie der Bildenden Künste München, von 1992 bis 1995 und von 1999 bis 2005 lehrte er an der Sommerakademie in Neuburg an der Donau, von 1997 bis 1998 an der Internationalen Sommerakademie für Bildende Künste, Salzburg. Chihiro Shimotani lebt und arbeitet in der japanischen Stadt Sakurai.
Materialien, die Shimotani zur Produktion seiner Werke einsetzt, sind oft aus der Natur. Steine, Holz, Metall, Papier Gold, Erde, Wachs, Pflanzen, Schnee, Eis und Wasser. Worte druckt, fräst oder prägt er vielfach hinein. Wort, Schrift, Zeit und die Vergänglichkeit sind Themen seines künstlerischen Schaffens.
Mit dem Werk „Vocalize“ greift Shimotani 2008 ein Gedicht von Arthur Rimbaud (1854–1891) auf, in welchem den Vokalen Farben und Eigenschaften zugeordnet werden. So bedeutet A schwarz, E weiß, I rot, U grün und O blau. Shimotani fräste einige Formulierungen aus Rimbauds Gedicht in farbige Metallplatten hinein und verwandelte sie so in Bild-Text-Tafeln. Auch die Werke von Mishima Yukio und die des Lyrikers Rainer Maria Rilke boten Shimotani Ausgangspunkte für visuelle Werke.

## Ausstellungen (Auswahl)

### Einzelausstellungen
- 2002: Städtische Galerie Lüdenscheid, Lüdenscheid
- 1980: Chihiro Shimotani, Skulpturen und Worte Westfälischer Kunstverein, Münster
- 1977: Erdzeitung Städtische Galerie im Lenbachhaus, München

### Gruppenausstellungen
- 1998: Haus der Kunst, München
- 1990: Kunstmuseum Bochum, Bochum
- 1989: Vom Schönen Schein Villa Clementine, Wiesbaden; Städtische Galerie, Würzburg
- 1977: documenta 6, Kassel
- 1969: Tokyo Metropolitan Art Museum, Tokio
- 1968: National Museum of Modern Art Kyōto, Kyoto

## Kunst in öffentlichen Raum (Auswahl)
- 2011: Börse Osaka
- 2004: zwei Lichtskulpturen, EPA München
- 2002: Wandrelief Die Welt Essity, Mannheim
- 1995: Wandrelief für den Neubau des Verlagsgebäudes der Heilbronner Stimme, Heilbronn
- 1992: Gestaltung des Innenhofes des Europäischen Patentamtes, München
- 1980: Pax Christi-Kirche, Krefeld

## Auszeichnungen
- 1995: 1. Preis: Gestaltungsvorhaben zum Vorplatz des Konzerngebäudes der Schörghuber-Gruppe, München
- 1976: Berliner Künstlerprogramm des DAAD, Berlin
- 1973: Biennale von São Paulo (Großer Preis)
- 1972: Japan Art Festival, Central Museum, Tokyo (Preis des Außenministeriums)
- 1972: Tokyo International Print Biennale, Tokyo (Großer Preis)